# Asadipus bucks
Asadipus bucks is een spinnensoort uit de familie Lamponidae. De soort komt voor in Zuid-Australië en Victoria.